# Electrola
Electrola ist eines der marktführenden deutschen Musiklabels, das jahrzehntelang seinen Sitz in Köln hatte und im Dezember 1925 seine Lizenz erhielt.

## Unternehmensgeschichte

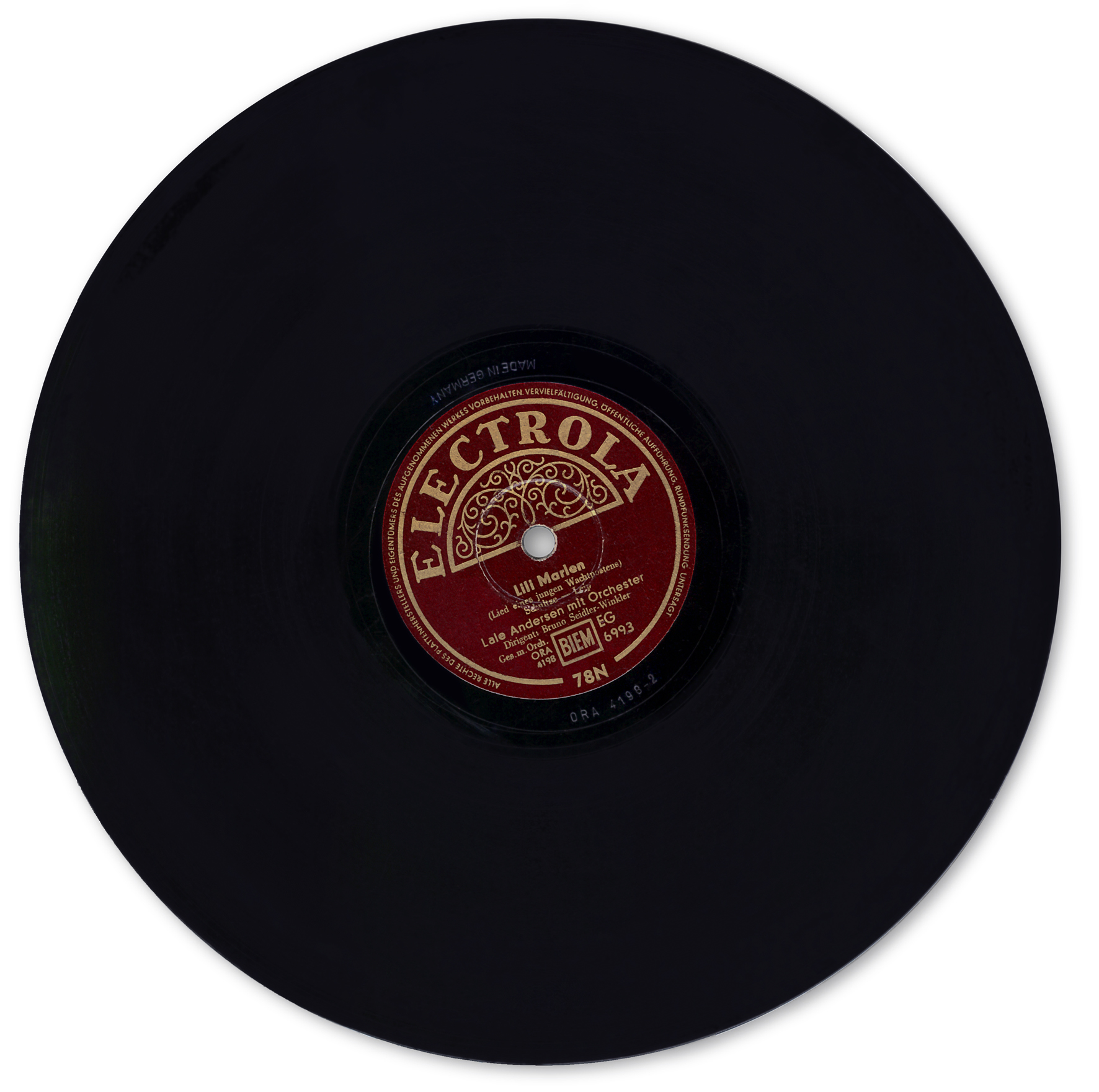
Schellackplatte eines der größten Erfolge des Unternehmens: Lili Marleen (1939)

Single (1959) in der damals typischen neutralen Electrola-Lochhülle

Am 8. Mai 1925 wurde von der britischen Gramophone Company in Nowawes bei Potsdam die Electrola GmbH gegründet und erhielt im Dezember 1925 ihre Schallplattenlizenz. Im März 1931 fusionierte die Electrola GmbH über deren Muttergesellschaft und der Lindström-Muttergesellschaft Columbia Gramophone Company zur EMI und wurde damit Tochter-Verlag von EMI. Rund 300 Veröffentlichungen pro Monat ließen bei Electrola den Gesamtkatalog bis 1934 auf 11.000 Titel anwachsen. Ende 1939 geriet Electrola – wie auch die anderen deutschen Plattenverlage – unter nationalsozialistische Verwaltung. Dadurch kam es nicht mehr zur Veröffentlichung des typischsten US-Jazz-Songs In The Mood – aufgenommen am 1. August 1939, wurde er in den USA im September 1939 veröffentlicht. Im Zweiten Weltkrieg wurden die Anlagen der deutschen Tochterunternehmen zu 80 Prozent zerstört, sodass eine sofortige Wiederaufnahme der Produktion nach dem Krieg unmöglich war. Die Electrola entschloss sich – nicht zuletzt wegen der unsicheren Lage Berlins – komplett nach Köln umzuziehen.
Auf dem Gelände der ehemaligen Atlantic Gummi-Werke Aloys Weyers KG in Köln-Braunsfeld, Maarweg 149, fand man ausbaufähiges Areal. Hier in Köln wurde das Unternehmen am 13. Februar 1952 ins Handelsregister eingetragen, die offizielle Sitzverlegung nach Köln fand am 8. September 1953 statt. Ein modernes Aufnahmestudio wurde 1956 am Kölner Maarweg – wo auch die Platten gefertigt wurden – mit allen dazugehörigen Technikräumen in Betrieb genommen. In diesen Studios wurden alle Schlager von Fred Bertelmann über Conny Froboess und Gitte Hænning, aber auch die letzten Aufnahmen mit Marlene Dietrich bis in die Ära von Herbert Grönemeyer produziert. Als 1965 die Kompaktkassette als neuer Tonträger auf den Markt kam, entstand 1966 auch eine eigene Musikkassetten-Fertigung. Dies war die letzte Investition der Carl Lindström-Gesellschaft, die am 30. November 1972 in der EMI Electrola GmbH aufging.
Nach einer Fusion der EMI Ltd. mit dem britischen Unternehmen Thorn Electrical Industries zu Thorn EMI Ltd. am 3. März 1980 wurde der in über 40 Ländern vertretene Großkonzern im August 1996 in die beiden unabhängig voneinander operierenden Gesellschaften Thorn und EMI Group aufgeteilt und an der Börse eingeführt. Im Juni 1992 kaufte Thorn EMI das bis dahin unabhängig agierende Tonträgerunternehmen Virgin Records für 957 Millionen US-Dollar und beendete damit einen intensiven Wettbewerb um das Unternehmen, bei der viele der bestverkaufenden Künstler unter Vertrag standen.
Im Januar 1994 kam das ebenfalls unabhängige deutsche Unternehmen Intercord Tonträger dazu, mit der EMI seinen Künstlerstamm weiter ausbauen konnte, 2000 wurde der Standort der Intercord in Stuttgart geschlossen, und das Repertoire ging überwiegend auf die EMI Electrola GmbH & Co. KG über. Im August 2000 zog das Unternehmen vom Maarweg in das Medienzentrum Kölns, den Mediapark; das Rechenzentrum folgte im Dezember 2002. Im Frühjahr 2002 wurde die EMI Electrola in EMI Music Germany GmbH & Co. KG umbenannt. Nach der Schließung des Standorts München im April 2004 wurde das Label Virgin mit den bereits in Berlin ansässigen Labels Mute und Labels zusammengeführt. Seit dieser Zeit operiert das Unternehmen an den beiden Standorten Köln und Berlin. Zunächst war EMI Music Germany an den drei Standorten München (Virgin), Köln (Capitol Music mit Pop und EMI Classics und Blue Note für Jazz) sowie Berlin (Labels Germany und Mute Tonträger) ansässig; Virgin Schallplatten ging 2004 in Labels und Mute auf. Das Zentrum der Schallplattenindustrie war jedoch Hamburg mit den Schallplattenherstellern Polydor Records, Teldec (Telefunken/Decca), Philips und Metronome.

## Technische Aspekte

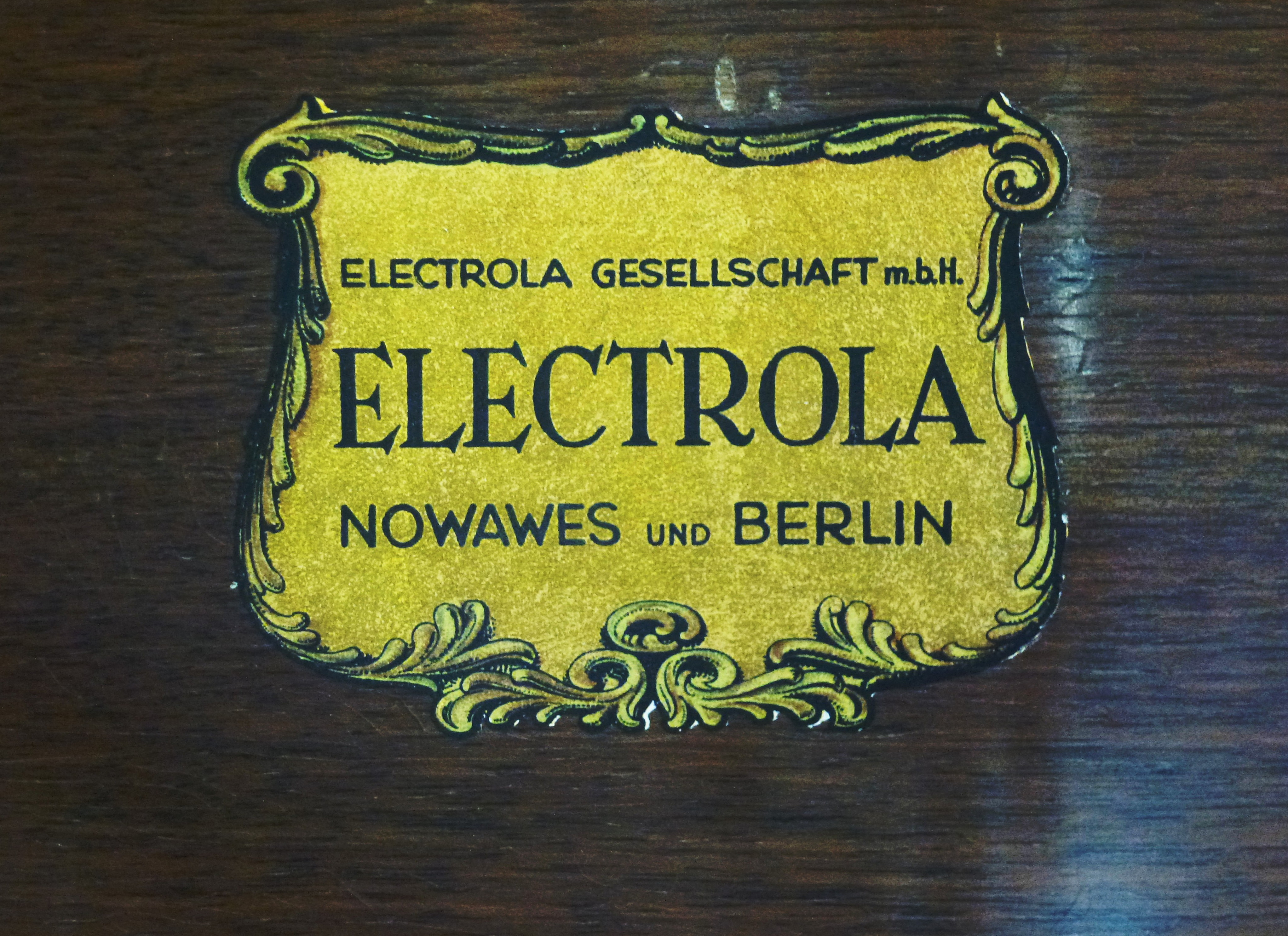
Electrola-Markenzeichen auf einem Plattenwechsler, um 1925

Die Firma Electrola leitete sich von dem elektrischen Aufnahmeverfahren ab, das von 1925 an für Schallplatten angewandt wurde, und ist benannt nach einem elektrischen Plattenspieler von RCA Victor. Die elektrische Aufnahme bedeutete die Abkehr vom Trichter zum Mikrofon, zur elektrischen Nadelaufzeichnung und der entsprechenden Wiedergabe. Die Vorteile der elektrischen Aufnahme waren höhere Lautstärke, geringeres Rauschen, kein aufnahmeseitiger „Trichterklang“, erweiterter Frequenzgang, weniger bassarm und übermäßig mittenbetont („quäkig“), insgesamt also natürlicher. War zuvor ein Aufnahme-Frequenzumfang von lediglich 600 bis 2000 Hz möglich, betrug er jetzt zwischen 100 und 5000 Hz. Die Umdrehungszahl wurde einheitlich auf 78/min festgelegt. Heute bezeichnet man jene Aufnahmen, die mit dem Trichter gemacht wurden, als „akustische“ Aufnahmen, alles spätere als „elektrische“ Aufnahmen. Die verwendeten Schellackplatten waren zerbrechlich und hatten bei 78/min und 25 cm Durchmesser eine maximale Spieldauer von ca. 3 min je Seite, bei 30 cm 4 min. Hierbei kamen auf 1 mm ca. 4 Rillen mit einer Mindestbreite vom 0,15 mm. Es ergab sich eine regelmäßige Spirale von außen nach innen.
Electrola-Aufnahmen entstanden in der Anfangszeit oft in der Berliner Singakademie. 1927 war die erste elektrische Wiedergabe in Deutschland möglich; die Electrola produzierte jedoch in Großbritannien ab 1925 bereits elektrisch aufgenommene Platten, in Deutschland ab Frühjahr 1926.

## Personalia
Der energische Wiederaufbau in Köln ist Ladislaus Veder zu verdanken, der bis 1969 als Geschäftsführer fungierte. Der Jazz- und Klassikfan Max Ittenbach wurde 1956 zum Künstlerischen Direktor ernannt. Nils Nobach war ab 1953 bei Electrola als Produzent und Komponist (oft unter dem Pseudonym Peter Ström) tätig, er entwickelte sich zu einem der profiliertesten Schlagerproduzenten der Zeit und produzierte Bibi Johns, Wolfgang Sauer, Fred Bertelmann, Conny (Froboess) (1957), die Nilsen Brothers (1958), Angèle Durand, Gitte Hænning, Rex Gildo (März 1959), Adamo (1964). Im November 1961 verließ Nobach die Electrola, und Heinz Gietz übernahm den Posten des Produktionsleiters Pop.
Dessen Einstand wurde im November 1961 die Hämmerchen-Polka, gesungen von Chris Howland. Unter seiner Regie entstehen 1962 die Superhits Zwei kleine Italiener und Lady Sunshine und Mister Moon mit Conny Froboess, Speedy Gonzales mit Rex Gildo, Motorbiene mit Benny Quick, und eine weitere seiner eigenen Kompositionen, Ohne Krimi geht die Mimi nie ins Bett mit Bill Ramsey, waren die Topseller des Jahres. Gietz verließ die Electrola 1965, produziert aber Electrola-Interpreten als freier Produzent weiter (u. a. The Lords). 1968 veröffentlicht das Label Cornet, das Gietz gehört, die erste Schallplatte mit dem Titel Mer schenken dä Ahl e paar Blömscher von Lotti Krekel. 1969/1970 folgte das zweite Lied Ne Besuch em Zoo, gesungen von Horst Muys, das sich in drei Monaten über einhunderttausend Mal verkauft hatte. 1971 wurde Heinz Gietz Produzent der ersten Electrola-Hits Drink doch eine met, In unserem Veedel sowie Mer losse d’r Dom en Kölle. 1970 begann die Zusammenarbeit mit Freddy Breck und Cindy & Bert, die in den kommenden Jahren auch die Hits, die nicht von Gietz komponiert wurden, auf seinem Cornet-Label herausbrachten (u. a. Immer wieder Sonntags und Bianca).
Günter Ilgner wurde 1962 kurzzeitig Produktionschef bei Electrola. Hier schlug er den für eine Tournee in Paris weilenden Beatles vor, deutsche Fassungen zu She Loves You und I Want To Hold Your Hand aufzunehmen. Die deutschen Texte wurden von Heinz Hellmer und Camillo Felgen (als „Nicolas“) verfasst, mit Otto Demler einstudiert und am 29. Januar 1964 im Pariser Tonstudio Pathé Marconi über die Original-Musikspuren gelegt. Bereits am 4. Februar 1964 erschienen die Aufnahmen als Komm, gib mir Deine Hand / Sie liebt Dich (Odeon #22671) und erreichten einen fünften bzw. siebten Rang der deutschen Hitparade. Im Jahr 1965 wechselt Ilgner dann jedoch zu Polydor, um 1969 als Programmdirektor zur Electrola zurückzukehren.

## Katalog
Eine der ersten Veröffentlichungen der Electrola war mit Katalog #EG 111 das A-cappella-Quartett The Revelers, das am 13. Januar 1926 mit dem Titel Dinah / I’m Gonna Charleston Back To Charleston in seiner US-amerikanischen Heimat auf dem Victor-Label erschienen war, mit dem Electrola einen Vertriebsvertrag abgeschlossen hatte. Ihr am 4. September 1925 aufgenommenes und im Oktober 1925 in den USA veröffentlichtes Dinah / I’m gonna Charleston back to Charleston ist insofern interessant, als auf dem Electrola-Label der Hinweis „Negergesang“ zu finden ist, obwohl die Mitglieder des Quartetts Weiße waren. Die Gruppe, die auch gerade in den USA mit diesem Song debütiert hatte, wurde zum musikalischen Vorbild der deutschen Comedian Harmonists.

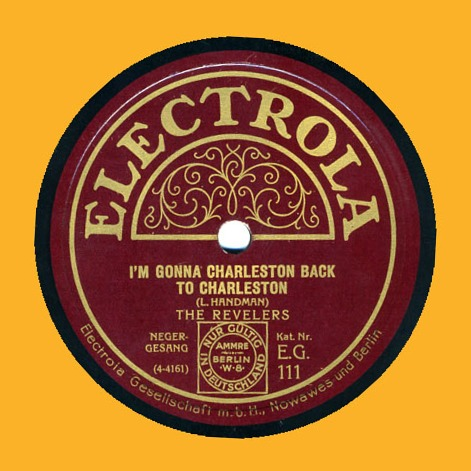
The Revelers: I’m Gonna Charleston Back To Charleston
Marlene Dietrich: Ich bin von Kopf bis Fuß auf Liebe eingestellt
Comedian Harmonists: Ein Freund, ein guter Freund
Wolfgang Sauer: Cindy, oh Cindy
Fred Bertelmann: Der lachende Vagabund
Nilsen Brothers: Tom Dooley
Conny: Zwei kleine Italiener
Howard Carpendale: Ti Amo

Erste Schallplatten der Comedian Harmonists wurden für Electrola am 22. August 1928 veröffentlicht, aber erst am 31. Oktober 1929 nahm Electrola die Comedian Harmonists unter Vertrag, die zuvor erfolglos bei Odeon waren und dort 24 Aufnahmen hinterließen. Bei Electrola nahmen die Comedian Harmonists zwischen 1928 und 1935 über 150 Titel auf. Der für die Gruppe sehr günstige Exklusiv-Vertrag mit der Electrola garantierte ihnen 30 Titel pro Jahr. Erster Auftritt der endgültigen Formation erfolgte im Kölner Varieté „Groß-Köln“ zwischen dem 16. und 31. Mai 1929. Am 11. November 1929 veröffentlichte Electrola die erste Platte (Puppenhochzeit / Musketier-Marsch). Am 22. August 1930 entstanden die Hits Veronika, der Lenz ist da und Wochenend und Sonnenschein. Am 1. März 1935 spielten sie die allerletzte (illegale) Schallplattenaufnahme für Electrola ein (Brahms’ Ungarischer Tanz Nr. 5 / Offenbachs Barcarole), nachdem sie am 13. Februar 1935 im Electrola-Studio in Berlin das vielsagende Morgen muß ich fort von hier aufgenommen hatten, ihre letzte (legale) gemeinsame Plattenproduktion. Nach intensiven Bemühungen wurde der Gruppe am 21. November 1935 von der Reichsmusikkammer gestattet, sich vorläufig „Meistersextett, früher Comedian Harmonists“ zu nennen. Am 20. August 1935 fanden die ersten Schallplatten-Aufnahmen bei der Electrola statt, die mit dem Meistersextett einen neuen Vertrag geschlossen hatte. Allerdings gab es Schwierigkeiten mit dem Repertoire, da ein Großteil der bisherigen Erfolgstitel von jüdischen Komponisten (u. a. Werner Richard Heymann, Mischa Spoliansky, Walter Jurmann, Friedrich Hollaender) und Textern (Robert Gilbert, Fritz Rotter) stammte und nicht mehr verwendet werden durfte. Das erste öffentliche Konzert folgte im Oktober.
Am 17. Dezember 1937 ordnete ein Erlass an, dass „entartete Kunst“ auf Schallplatte nicht mehr verkauft werden durfte. Der Niedergang des Meistersextetts war nicht mehr aufzuhalten, nach einer letzten Tournee durch Italien lehnte im Mai 1939 die Electrola Aufnahmen der Lieder Bel ami und Penny-Serenade mit der Begründung ab: „Es fehlt diesen Aufnahmen an der Lebendigkeit und vortragsmäßigen Differenzierung und Ausgeglichenheit,“ Am 9. Mai 1942 wurden die Platten jüdischer Künstler beschlagnahmt. Die Comedian Harmonists waren die erfolgreichsten Interpreten der Electrola in ihrer Zeit, wenngleich sie keinen Millionenseller-Status erreichen konnten.
Im Jahr 1934 hatte der Electrola-Katalog einen Umfang von 6.000 Titeln, bei der DGG waren es 5000, Odeon hatte 4000, Columbia 1000 und Telefunken 900 Platten im Katalog. Damit war Electrola zu jener Zeit das größte deutsche Plattenlabel.
Im August 1936 brachte Electrola einige Sondereditionen mit Tanzmusik heraus, die auch US-amerikanische Swingbands wie Benny Goodman (Goody Goody / Stardust, EG #3695) oder Duke Ellington (Jungle Nights In Harlem / Swanee Shuffle, EG #3696) enthielten. Electrola schloss sich damit einem Trend an, der in Deutschland ab 1935 einsetzte. Im Rahmen dieses Swing-Booms boten deutsche Plattenverlage vermehrt britische und US-amerikanische Aufnahmen in ihren Katalogen an, auch um das Verbot von Jazz im Rundfunk zu umgehen.
Erster großer Umsatzerfolg war das am 11. Mai 1938 von Akkordeonspieler Will Glahé aufgenommene Stimmungslied Rosamunde, das über eine Million Mal verkauft wurde (EG #6398). Im November 1939 wurde Electrola weltberühmt, als hier das Soldatenlied Lili Marleen (Lied eines jungen Wachtpostens) / Drei rote Rosen (Gedenken) mit Lale Andersen (EG #6993) erschien. Der Song wurde mit über zwei Millionen verkaufter Tonträger zum meistverkauften des Labels und auf dem deutschen Plattenmarkt überhaupt. Erst im Juli 1941 erschien, nach vielen politischen Komplikationen, Andersens nächste Platte Einmal nach Bombay (O Johnnie), ein eher ruppiges Matrosenlied.
In lediglich 15 Minuten verfasste der gelernte Architekt Hans Bradtke, der als Karikaturist für die Zeitschrift Hörzu arbeitete, den Text des Lieds Pack die Badehose ein. Der Komponist Gerhard Froboess schrieb darauf eine Melodie, und als Interpretin wurde Froboess’ siebenjährige Tochter Cornelia gefunden. Gemeinsam mit den Schöneberger Sängerknaben nahm Conny Froboess, Deutschlands erster wirklicher Kinderstar, am 26. Juni 1951 in einer West-Berliner Kirche den Song auf.
Die Strategie deutscher Plattenverlage bestand in den 1950er und 1960er Jahren oft darin, die deutsche Coverversion von erfolgserprobten ausländischen Schlagern, insbesondere US-amerikanischen Originalen, herauszubringen. Auch bei Electrola ging dieses Konzept auf. Zudem setzte Electrola auch auf Stimmungslieder. Das Kölner Steingass-Terzett kam 1951 mit Der schönste Platz ist immer an der Theke heraus, Fred Rauch & Münchner Musikanten erschienen 1953 mit der Schützenliesl, Paul Kuhn hatte mit 250.000 verkauften Platten (Der Mann am Klavier) 1954 den größten Erfolg. Im Jahre 1955 sangen die Mainzer Hofsänger auf der Kölner Prinzenproklamation erstmals So ein Tag, so wunderschön wie heute, das nach Veröffentlichung im August 1959 insgesamt 300.000 Exemplare verkaufte und als Karnevalslied noch heute außerhalb vom Karneval bei Sportveranstaltungen gesungen wird.

## Millionenseller
Nach Lale Andersens Erfolg musste das Label fast 20 Jahre bis 1958 warten, bis der nächste Millionenseller zu vermelden war. Produzent Nils Nobach, der Fred Bertelmann noch kurz zuvor abgelehnt hatte, brachte ihn mit Tina Marie zur ersten Hitparadennotierung. 1957 hörte der Komponist Peter Moesser im Urlaub den Country-Song Gamblers Guitar. Daraus wurde dann Der lachende Vagabund, bei dem das herzhafte Lachen Fred Bertelmanns zum Markenzeichen wurde. Hiervon wurde in Rekordzeit ab November 1957 eine Million Platten verkauft, er erhielt die begehrte „Goldene Schallplatte“ und den „Goldenen Hund“ aus dem Hause Electrola, heute vergleichbar mit dem „Grammy“. Insgesamt gingen binnen kurzem 3,5 Millionen Platten über den Ladentisch, davon über 300.000 allein in den USA. Die Nobach-Zöglinge Nilsen Brothers brachten die deutsche Version von Tom Dooley im Dezember 1958 auf den Markt und verkauften hiervon 1,3 Millionen Exemplare. Im April 1961 kam der Babysitter-Boogie mit Ralf Bendix auf den Markt. Das Babylachen bei dieser Aufnahme stammte von der Tochter seines Produzenten Hans Bertram und dessen Ehefrau Elisabeth, genannt Lilibert. Auch Bendix erhielt neben der goldenen Schallplatte den hausinternen „Goldenen Hund“. Lale Andersen, inzwischen 55 Jahre alt, brachte Electrola im Oktober 1960 mit Ein Schiff wird kommen den nächsten Millionenseller. Conny (Froboess) schaffte mit Zwei kleine Italiener innerhalb von 9 Monaten seit der Veröffentlichung im März 1962 einen Plattenumsatz von 500.000, bis Juni 1965 waren europaweit von ihrem einzigen deutschen Nummer-eins-Hit 1,225 Millionen Platten verkauft. Gitte Hænning verkaufte auf Anhieb 500.000 Exemplare von Ich will ’nen Cowboy als Mann nach Veröffentlichung im Juni 1963, einer trotzigen Persiflage mit mahnenden elterlichen Gegenstimmen; bis Juni 1965 gingen hiervon 1,05 Millionen Exemplare über die Ladentheke.
Electrola profitierte Mitte der 1960er Jahre von der Erfolgswelle der aufkommenden so genannten Beatmusik. Alleine von Manfred Manns Do Wah Diddy Diddy wurden über eine Million Exemplare in Deutschland abgesetzt, für I Feel Fine von den Beatles lagen insgesamt 500.000 Vorbestellungen vor.
Heino wurde von Ralf Bendix entdeckt und zu Schallplattenaufnahmen zur Electrola nach Köln eingeladen. Sein erster großer Hit war 1965 Jenseits des Tales, wovon auf Anhieb über 100.000 Platten verkauft wurden. Heino bekam dann 1970 den „Goldenen Electrola-Hund“ für 1 Million verkaufter Singles in einem Jahr. 1975 erhielt er erstmals eine „Platin-Platte“ für 1,5 Millionen verkaufter LPs/MCs der Serie Heino – Seine großen Erfolge. Auch Christian Anders brachte Electrola Erfolg, als im Juli 1969 seine Single Geh nicht vorbei / Sylvia herauskam. Sie wurde bis Dezember 1969 zum Millionenhit, erhielt den „Goldenen Hund“ von der Electrola, den „Silbernen Löwen“ von Radio Luxemburg und weitere Preise.
Howard Carpendale fing klein an, denn im November 1966 setzt seine erste Single Lebenslänglich lediglich 60.000 Stück um. Die erste Goldene erhielt er für die LP Mein Weg zu dir, die in den ersten 14 Tagen seit Erscheinen im Jahre 1979 bereits 250.000 Mal verkauft wurde. Im Jahr 1981 wurde die LP Such mich in meinen Liedern vergoldet. Nach einer schöpferischen Pause feierte der deutsche Superstar im Februar 1984 mit Hello again ein erfolgreiches Comeback. Im Jahr 1975 wechselte Franz Lambert den Plattenverlag, fortan erschienen seine Tonträger bei Electrola. Im selben Jahr erhielt Lambert die ersten zwei „Goldenen“ für 500.000 verkaufte Exemplare von zwei Langspielplatten. Die dritte „Goldene“ folgte 1979 für die LP Pop-Orgel Hitparade – 40 Super-Hits.
Otto Waalkes sowie der befreundete Pharmaziestudent und Klein-Konzertveranstalter Hans Otto Mertens, der Waalkes’ Manager wurde, ließen einen überwiegend auf nachempfundenen Nummern, Witzen und Liedparodien US-amerikanischer und britischer Komiker beruhenden Auftritt Ottos auf eigene Kosten aufzeichnen. Das Ergebnis war die Langspielplatte „Otto“, die Mertens und Waalkes im Dezember 1972 bei ihrem eigens dazu gegründeten Label „Rüssl Räckords“ veröffentlichten. In Hamburger Plattenläden werden innerhalb der nächsten drei Monate 4.000 Exemplare verkauft. Im März 1973 übernahm EMI Electrola den Vertrieb dieser und folgender Otto-LPs, für die Waalkes zahlreiche goldene Schallplatten erhielt.
Im Jahr 1993 begann die Erfolgsgeschichte der Popband Pur. Ihre LPs Seiltänzertraum (1,5 Millionen) und PUR Live die Zweite (1996; über 2 Millionen) wurden zu nationalen Verkaufserfolgen.
Herbert Grönemeyers Mensch wurde im Oktober 2002 zum bestverkauften deutschsprachigen Album aller Zeiten und mit mehr als 1,5 Millionen Exemplaren innerhalb von einem Monat seit Veröffentlichung auch zum am schnellsten verkauften Millionenseller in der deutschen Tonträgerindustrie.

## Jubiläums-Platte
Im März 1993 erschien unter dem Titel Highlights: Aus 40 Jahren Vinyl-Schallplattenherstellung bei EMI Electrola in Köln eine auf 5.000 Exemplare limitierte 3er Vinyl-Schallplatte mit den musikhistorisch wichtigen Aufnahmen aus dem Kölner Presswerk, teilweise in den Kölner Studios aufgenommen. Sie enthält 39 Popsongs und 17 klassische Musikstücke.

## Konzernwechsel der Electrola
Das Schicksal der Kölner Electrola war konzernbedingt lange Zeit eng mit dem des Mutterkonzerns EMI Group verknüpft. Nachdem sich die EMI Group mindestens seit 2001 in einer strukturellen und später auch konjunkturellen Unternehmenskrise befand, finanzierte die Großbank Citigroup im September 2007 die Unternehmensübernahme durch Terra Firma Capital Partners (Inhaber: Guy Hands), was sich als Fehlinvestition herausstellte. Nachdem Terra Firma die Kreditzinsen für die Kaufpreisfinanzierung nicht mehr aufbringen konnte, hatte die Citigroup die EMI-Aktien von Terra Firma im Februar 2011 übernommen. Durch Kreditabschreibungen verlor die Citigroup 2,2 Milliarden £ (ursprünglich £ 3,4 Mrd. Kredite), Terra Firma seinen Eigenkapitalanteil von 1,7 Mrd. £. Die Übernahme von EMI durch Terra Firma stellte sich damit als einer der größten Fehlschläge der Leveraged Buy-outs der Finanzgeschichte heraus. Schließlich erwarb die Universal Music Group das Aktienpaket, was durch die EU-Kommission im September 2012 genehmigt wurde. Infolgedessen wurden die deutschen Teile der EMI-Labels Capitol Records, Blue Note Records und Virgin Schallplatten im Mai 2013 in Berlin zentralisiert, der Hauptsitz der Electrola GmbH wurde im Mai 2013 nach München verlegt. Das Schlager- und Pop-Label Electrola wurde zur Universal Music Deutschland GmbH nach München verlagert. Erste Electrola-Veröffentlichung aus München war am 3. Mai 2013 Reinhard Mey mit seiner LP Dann mach’s gut, die direkt von 0 auf 1 in den LP-Charts aufstieg. Nach der spektakulären Fusion bestand der Musikmarkt lediglich noch aus drei Major Labels: Universal Music Group, Sony Music Entertainment und Warner Music Group.

## Diskografie (Auswahl mit Aufnahme- oder Veröffentlichungsdatum)
Die nachfolgende Auswahl enthält Platten von musikologischer Bedeutung und listet überwiegend deutsche Produktionen der Electrola auf. Mit Beginn der „Beat-Ära“ ab 1963 übernahm auch die Electrola zunehmend britische und US-amerikanische Produktionen des Mutterlabels EMI (mit den Tochterlabels Parlophone, Columbia und HMV), die hier nicht aufgeführt sind.

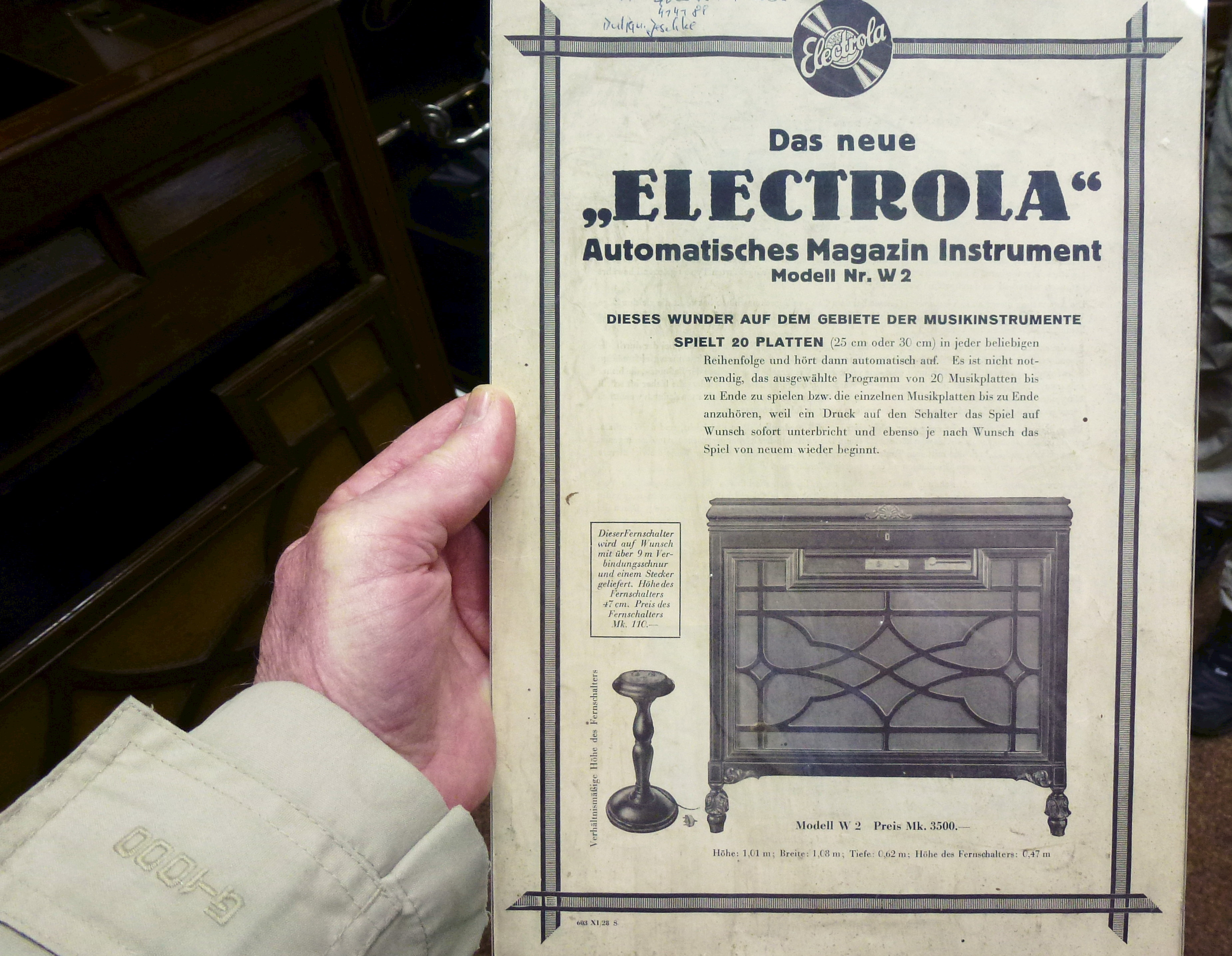
Werbung für einen Electrola Plattenwechsler, 1928

- The Revelers, I’m gonna Charleston back to Charleston / Dinah (EG 111), Januar 1926
- Savoy Orpheans, Araby / Normandy (EG 113), Januar 1926
- Jack Hylton’s Kit-Cat Band – Ask Her / Bam Bam Bammy Shore (EG 163), 1. Januar 1926
- Savoy Orpheans – I am thinking of you / I’m a little bit fonder of you (EG 234 / 232), 1926
- Salon-Orchester Josef Pasternack – Abendlied / Träumereien (EG 185), 2. April 1926
- Trude Hesterberg – Mein Berlin (EG 217), 25. August 1926
- Ferrdy Kauffmann und sein Orchester – Potpourri aus der Die Csardasfürstin (EG 219), 1926
- Blandine Ebinger (mit Friedrich Hollaender am Klavier) – Das Currendemädchen / O Mond (EG 220), 10. Juli 1926
- Lulu Belle (Myers) & Julian Fuhs und sein Orchester – I’m Flirting With You (EG 249), Oktober 1926
- Marek Weber – G’schichten aus dem Wiener Wald (EG 263), 1926
- Marek Weber – Rosen aus dem Süden (EG 264), 1926
- Savoy Orpheans – Buy Bananas (Ausgerechnet Bananen) / Who (Jack Hylton & sein Orchester) (EG 285), 1926
- Hans-Heinz Bollmann – Mattinata (EG 389), August 1926
- Fritz Kreisler (Solist), Leo Blech (Dirigent) – Beethovens Violinkonzert in D-Dur, (DB 990 - 995), 14. – 16. Dezember 1926
- Julian Fuhs und sein Orchester – Susie’s Feller (EG 396), Dezember 1926
- Julian Fuhs und sein Orchester – Thinking Of You (EG 457), Februar 1927
- Marek Weber – Hallelujah! (EG 641), 29. August 1927
- Blandine Ebinger – Die hysterische Ziege / Der Schießhund (EG 754), 12. Dezember 1927
- The Revelers – Among My Souvenirs / Nola (EG 765), März 1928
- Marlene Dietrich – Wenn die beste Freundin (mit Margo Lion) / Der flüsternde Bariton (mit Oskar Karlweis) (EG 892), Juli 1928
- Mischa Spoliansky – Ich steh‘ mit Ruth gut (EG 940), September 1928
- Austin Egen – Ich küsse Ihre Hand, Madame (EG 946), August 1928
- Siegfried Arno und Trude Lieske – Heut Morgen, da hab’ ich an nichts noch gedacht / Du kannst von mir noch lernen (EG 947), 18. August 1928
- Franz Wachsmann (Klavier) – Kleinigkeiten (EG 1127), 13. November 1928
- Siegfried Arno und Trude Lieske – Duette aus der Operette Der liebe Augustin (EG 1216), 28. Februar 1929
- Marek Weber und sein Orchester – Tanz-Potpourri aus Die Dreigroschenoper (EG 1281), 1929
- Marek Weber und sein Orchester – Drei Musketiere (Marschlied) (EG 1523), 3. Oktober 1929
- Comedian Harmonists – Puppenhochzeit / Musketier-Marsch (EG 1647), November 1929
- Marlene Dietrich – Ich bin von Kopf bis Fuß auf Liebe eingestellt / Nimm dich in acht vor blonden Frau’n (EG 1770), Aufnahme vom 6. Februar 1930, veröffentlicht März 1930
- Marlene Dietrich – Ich bin die fesche Lola / Kinder, heut’ abend, da such ich mir was aus (EG 1802), Aufnahme vom 6. Februar 1930, veröffentlicht April 1930
- Marek Weber und sein Orchester – Heute Nacht, eventuell / Ihr reizenden Frauen, nach mir wart ihr verrückt (EG 1829), 28. Februar 1930
- Comedian Harmonists – Ein Freund, ein guter Freund / Liebling, mein Herz läßt dich grüßen (EG 2032), September 1930
- Comedian Harmonists – Veronika, der Lenz ist da! / Wochenend und Sonnenschein (EG 2033), September 1930
- Marek Weber und sein Orchester – Was kann der Sigismund dafür / Und als der Herrgott Mai gemacht (EG 2124), 30. Oktober 1930
- Jack Hylton und sein Orchester – Das verliebte Orchester / Ich bin so scharf auf Erika (EG 2259), 11. März 1931
- Marek Weber – Ich will ja nichts als Deine Liebe / Für Dich, Rio Rita (EG 2670), November 1932
- Robert Gaden – Orientexpress (EG 2859), 18. September 1933
- Comedian Harmonists – Mein kleiner grüner Kaktus / Leb wohl, gute Reise (EG 3204), Dezember 1934
- Barnabás von Géczy mit seinem Orchester – Puszta Fox (EG 3458), 19. September 1935
- Robert Gaden – Ich spür’ in mir / Leise klingt eine Melodie (EG 3511), 19. November 1935
- Robert Gaden – Tangos 1. und 2. Teil (EG 3630), 22. April 1936
- Meistersextett (Comedian Harmonists erstmals unter anderem Namen) – In Mexiko / Ich wollt’ ich wär‘ ein Huhn (EG 3723), September 1936
- Robert Gaden – Oh Primadonna (EG 6467), 19. Januar 1938
- Lale Andersen – Backbord ist links (Schiffsjungenlied) / Heinemann (Der kleine Seemann) (EG 6823), Juni 1939
- Lale Andersen – Lied eines jungen Wachtpostens (Lili Marleen) / Drei rote Rosen (Gedenken) (EG 6993), August 1939
- Hans Carste mit seinem Orchester – Man müßte Klavier spielen können (EG 7197), 1941
- Glenn Miller – In The Mood (EG 7485), 1950
- Connie Froboess – Pack’ die Badehose ein / Ich wünsch’ mir ein neues Kleidchen (EG 7610), 26. Juni 1951
- Hans Arno Simon – Namenstag / Anneliese (EG 7972), März 1954
- Paul Kuhn – Der Mann am Klavier (EG 8639), August 1955
- Wolfgang Sauer – Tränen in Deinen Augen (Crying in the Chapel) / Glaube mir (Answer Me) (EG 8055), Oktober 1955
- Ralf Bendix – Sie hieß Mary-Anne / Minnehaha (EG 8603), Januar 1956
- Wolfgang Sauer – Cindy, Oh Cindy / Nur weil du bei mir bist (8667), Januar 1957
- Fred Bertelmann – Der lachende Vagabund / Cantabamberra (EG 8732), Februar 1957
- Die Nilsen Brothers – Tom Dooley / Wenn (E 21 053), Juni 1958
- Conny Froboess – Jolly Joker / Hey Boys – How Do You Do? (E 21 047), Februar 1959
- Rex Gildo – Rexy, zähl auf mich! / … aber die in der Mitte (E 21 159), Mai 1959
- Lale Andersen – Ein Schiff wird kommen / Manchmal träum’ ich vom Kornfeld (E 21 615), September 1960
- Conny Froboess – Zwei kleine Italiener / Lady Sunshine und Mister Moon (1C 006-45 533), Aufnahme: 28. November 1961, veröffentlicht: März 1962
- Rex Gildo – Speedy Gonzales / Du nennst alle Männer Darling (E 22 231), August 1962
- Gitte – Ich will ’nen Cowboy als Mann / Das alte Haus in der Huckleberry Street (C 22 417), Juni 1963
- Heino – 13 Mann und ein Kapitän / Jenseits des Tales (C 23 201), 1965
- Howard Carpendale – Lebenslänglich, 21. November 1966
- Howard Carpendale – Ti Amo / Jede Farbe ist schön, Oktober 1977
- Freddy Breck – Die Sterne steh’n gut (1C006-32027) 1977